# リチャード・ストーリングス
リチャード・ハワード・ストーリングス(Richard Howard Stallings, 1940年10月7日 - )はアメリカ合衆国の政治家。1895年から1993年まで連邦下院議員(アイダホ州2区)を務めた。

## 経歴
1940年10月7日、リチャード・ハワード・ストーリングスはユタ州オグデンで、郷土史家のハワード・ストーリングスとその妻エリザベス(旧姓：オースチン)の間に生まれた。青年時代のストーリングスはボーイスカウトに参加しており、16歳の時にイーグル・スカウト賞、その1年後にはシルバー・アワードを受賞した。1958年にベンローモンド高校を卒業後、1960年から1962年まで末日聖徒イエス・キリスト教会の宣教師としてニュージーランドに赴任した。
ウィーバー州立大学 で歴史学と政治学の学士号、ユタ州立大学で歴史学の修士号を取得した後、1969年から1984年までアイダホ州レックスバーグのリックス・カレッジで歴史学を教えた。
大学教員だったストーリングスは1974年と1978年に民主党員としてアイダホ州下院に立候補したが落選した。1982年にはアイダホ州第2選挙区から連邦下院議員選挙に出馬したが、共和党のジョージ・ハンセンに敗れた。1984年には下院議員選挙で再びハンセンに挑み、170票差で雪辱を果たした。1988年の民主党全国大会では大統領選挙の予備選が行われたが、中絶反対派の代表から3票を獲得し、3位となった。
1992年、上院議員選挙の民主党候補となったが、ボイシ市長を2期務めたダーク・ケンプソーンに敗れた。1993年にはビル・クリントン大統領によってアメリカ合衆国核廃棄物交渉局長に任命され、1995年初めに解任されるまで同職に就いた。1998年には下院議員選挙に出馬し、議席の奪還を目指したが、共和党のマイク・シンプソンに敗れた。
議会を去った後、ストーリングスはポカテロ近隣住宅サービスの専務理事を務め、2001年から2007年12月20日までアイダホ州ポカテッロ市議会の議員を務めた。また、2005年、ストーリングスはアイダホ州民主党委員長に選出された。2007年には州民主党委員長に再選されたが、2007年12月20日に辞任した。2014年3月14日、ストーリングスはアイダホ州2区から下院議員選挙に立候補を表明。無投票で行われた予備選挙の結果、民主党から指名を受けたが、総選挙でシンプソンに敗れた。